# 수남간지구

방글라데시 수남간지구

수남간지구(벵골어: সুনামগঞ্জ জেলা)는 방글라데시 북동부 실렛주에 위치한 구역이다.

## 역사
고대 시대에, 수남간지구는 라우르 왕국의 일부였다. 1303년 샤 잘랄의 영적 지도 아래 무슬림들에 의해 실렛(가위르 왕국)을 정복한 후, 샤 카말 쿠하파는 그의 12명의 제자들과 그의 둘째 아들 샤 무아자무딘 쿠레시의 도움으로 샤하르파라에 수도를 세웠고, 그는 또한 수르마강에 있는 니즈가온에 두 번째 하위 행정 사무소를 두었으며, 그의 후손 중 한 명이 관리했던 수남간지 마을의 숄가르(오늘날의 숄가르 마스지드와 마드라사가 있음)를 보유했다. 1300년 후반에서 1765년 사이에 현재의 수남간지구는 이클림에무아자마바드, 즉 1620년 델리의 강력한 무갈에게 정복될 때까지 독립 국가였던 무아자마바드의 일부였다. 무아자마바드의 마지막 술탄은 샤 카말 쿠하파의 후손인 하미드 쿠레시 칸이었고 그는 샴셔 칸이라는 이름으로 널리 알려져 있었다. 잘랄라바드(현재의 실렛)가 함락된 후, 샴셔 칸은 나와브 겸 파우자다르의 지위를 받아들였고 벵골의 나와브 사르파라즈 칸과 함께 1740년 4월 29일 기리아 전투에서 사망할 때까지 남아 있었다.

## 인구
| 연도     | 인구      | ±% p.a. |
| -------- | --------- | ------- |
| 1981     | 1,428,787 | —       |
| 1991     | 1,708,563 | +1.80%  |
| 2001     | 2,013,738 | +1.66%  |
| 2011     | 2,467,968 | +2.05%  |
| 2022     | 2,695,495 | +0.80%  |
| Sources: |           |         |

2022년 방글라데시 인구 조사에 따르면 수남간지구의 인구는 2,695,495명이며, 이 중 1,322,590명은 남성이고 1,371,517명은 여성이고 223명은 제3의 성별이다. 농촌 인구는 2,292,364명(85.0%)인 반면 도시 인구는 401,966명(15.0%)이었다. 수남간지구는 7세 이상 인구의 문맹률이 64.77%로 남성 66.0%, 여성 63.61%였다.

## 건강
수남간지구는 12개의 정부 병원과 22개의 건강 센터가 있다. 유아 사망률은 1000명당 62명이다. 그 지역 주민들의 평균 수명은 62세이다.